# Далласький клуб покупців
Далласький клуб покупців (англ. Dallas Buyers Club) — американська біографічна драма режисера Джина-Марка Валлі, що вийшла 2013 року. У головних ролях Меттью Мак-Конагей, Дженніфер Гарнер. Стрічку знято на основі однойменного роману.
Сценаристами були Крейґ Бортен і Меліса Воллек, продюсером були Роббі Бреннер, Рейчел Вінтер. Вперше фільм продемонстрували 7 вересня 2013 року у Канаді на Міжнародному кінофестивалі у Торонто.
В Україні у кінопрокаті прем'єра фільму відбулася 27 лютого 2014 року.

## Сюжет
1985 рік, Даллас. Рон Вудруф електрик і в минулому ковбой на родео. Живе у своє задоволення: багато курить, п'є, вживає наркотики, проте у нього лікарі діагностували СНІД. Згідно з прогнозами у нього залишився 1 місяць, але Рон не збирається здаватись так легко, він починає лікуватись нетрадиційними ліками й створює систему постачання іншим хворим.

## У ролях
| Актор              | Персонаж                      | Роль                               |
| ------------------ | ----------------------------- | ---------------------------------- |
| Меттью Мак-Конагей | Рон Вудруф англ. Ron Woodroof | ковбой, у якого діагностували СНІД |
| Дженніфер Гарнер   | Ів Сакс англ. Eve Saks        | лікарка                            |
| Джаред Лето        | Район англ. Rayon             | ВІЛ-позитивна трансґендерна жінка  |
| Деніс О'Харе       | Севард англ. Sevard           | лікар                              |
| Стів Зан           | Такер англ. Tucker            | поліцейський                       |
| Даллас Робертс     | Девід Вейн англ. David Wayne  | адвокат Рона                       |
| Гріффін Данн       | Васс англ. Vass               | лікар                              |
| Кевін Ранкін       | Ті-Джей англ. T. J.           | друг Рона                          |
| Дж. Д. Евермор     | Клінт англ. Clint             |                                    |

## Сприйняття

### Критика
Фільм отримав позитивні відгуки: Rotten Tomatoes дав оцінку 93 % на основі 174 відгуків від критиків (середня оцінка 7,7/10) і 93 % від глядачів із середньою оцінкою 4,2/5 (35,816 голосів). Загалом на сайті фільм має позитивний рейтинг, йому зарахований «стиглий помідор» від кінокритиків і «попкорн» від глядачів, Internet Movie Database — 8,1/10 (13 298 голосів), Metacritic — 84/100 (45 відгуків критиків) і 8,0/10 від глядачів (89 голосів). Загалом на цьому ресурсі від критиків і глядачів фільм отримав позитивні відгуки.

### Касові збори
Під час показу у США протягом першого (вузького, із 1 листопада 2013 року) тижня фільм був показаний у 9 кінотеатрах і зібрав 260,865 $, що на той час дозволило йому зайняти 22 місце серед усіх прем'єр. Наступного (широкого, зі 22 листопада 2013 року) тижня фільм був показаний у 666 кінотеатрах і зібрав 2,687,157 $ (10 місце). Станом на 14 січня 2014 року показ фільму триває 75 днів (10,7 тижня) і за цей час фільм зібрав у прокаті у США 16,769,169  доларів США.

### Нагороди й номінації[10]
| Рік  | Нагорода                                   | Категорія                            | Номінант                        | Результат |
| ---- | ------------------------------------------ | ------------------------------------ | ------------------------------- | --------- |
| 2013 | Премія «Золотий глобус»                    | Найкраща чоловіча роль — драма       | Меттью Мак-Конагей              | Перемога  |
| 2013 | Премія «Золотий глобус»                    | Найкраща чоловіча роль другого плану | Джаред Лето                     | Перемога  |
| 2013 | Міжнародний кінофестиваль у Сан-Себастьяні | Премія «Себастьян»                   | Далласький клуб покупців        | Перемога  |
| 2014 | Премія «Оскар»                             | Найкращий фільм                      | Роббі Бреннер, Рейчел Вінтер    | Номінація |
| 2014 | Премія «Оскар»                             | Найкраща чоловіча роль               | Меттью Мак-Конагей              | Перемога  |
| 2014 | Премія «Оскар»                             | Найкраща чоловіча роль другого плану | Джаред Лето                     | Перемога  |
| 2014 | Премія «Оскар»                             | Найкращий оригінальний сценарій      | Крейґ Бортен, Меліса Воллек     | Номінація |
| 2014 | Премія «Оскар»                             | Найкращий монтаж                     | Джон Мак Макмерфі, Мартін Пенса | Номінація |
| 2014 | Премія «Оскар»                             | Найкращий грим та зачіски            | Адруїта Лі, Робін Метьюз        | Перемога  |

### Виноски
1. 1 2  Dallas Buyers Club: Release Info (англ.). Internet Movie Database. Архів оригіналу за 18 січня 2014. Процитовано 16 січня 2014.
2. 1 2  Dallas Buyers Club (англ.). Internet Movie Database. Архів оригіналу за 17 січня 2014. Процитовано 16 січня 2014.
3. 1 2  Dallas Buyers Club (англ.). Box Office Mojo. Архів оригіналу за 9 вересня 2014. Процитовано 16 січня 2014.
4. 1 2  Dallas Buyers Club (англ.). The Numbers. Архів оригіналу за 17 січня 2014. Процитовано 16 січня 2014.
5. ↑  Dallas Buyers Club (англ.). AllMovie. Архів оригіналу за 12 листопада 2013. Процитовано 16 січня 2014.
6. ↑  Dallas Buyers Club: Full Cast & Crew (англ.). Internet Movie Database. Архів оригіналу за 22 січня 2014. Процитовано 16 січня 2014.
7. ↑  Далласский клуб покупателей. Премьеры (рос.). КиноПоиск. Архів оригіналу за 18 січня 2014. Процитовано 16 січня 2014.
8. ↑  Dallas Buyers Club (англ.). Rotten Tomatoes. Архів оригіналу за 22 травня 2016. Процитовано 16 січня 2014.
9. ↑  Dallas Buyers Club (англ.). Metacritic. Архів оригіналу за 7 січня 2019. Процитовано 16 січня 2014.
10. ↑  Dallas Buyers Club: Awards (англ.). Internet Movie Database. Архів оригіналу за 2 березня 2014. Процитовано 16 січня 2014.